# گورینو روسی
گورینو روسی (انگلیسی: Guerrino Rossi; ۲ فوریهٔ ۱۹۳۴ – ۱۹ اوت ۱۹۹۶) بازیکن فوتبال اهل ایتالیا بود.
از باشگاه‌هایی که در آن بازی کرده‌است می‌توان به باشگاه فوتبال یوونتوس، باشگاه فوتبال کرمونزه، باشگاه فوتبال روبور سیه‌نا، باشگاه فوتبال کالیاری، باشگاه فوتبال چزنا، و باشگاه فوتبال اسپال اشاره کرد.